# شهرستان الک (کانزاس)
شهرستان الک، کانزاس (به انگلیسی: Elk County, Kansas) شهرستانی در ایالات متحده آمریکا است که در کانزاس واقع شده‌است.